# Cis viridiflavus
Cis viridiflavus es una especie de coleóptero de la familia Ciidae.

## Distribución geográfica
Habita en Nueva Zelanda.